# Point, point et virgule
Pour plus de détails, voir Fiche technique et Distribution.
Point, point et virgule (en russe : Точка, точка, запятая…, 'Totchka, totchka, zapiataia...') est un film soviétique réalisé par Alexandre Mitta, sorti en 1972,. Le scénario est adapté de la nouvelle Grand saut de Mikhail Lvovski qui signe également le scénario.

## Distribution
- Serioja Danchenko : Lyocha Jiltsov
- Iouri Nikouline : père de Lyocha
- Tatiana Nikoulina : mère de Lyocha
- Maxime Nikouline : écolier
- Micha Kozlovski : Volka
- Olia Ryjnikova : Jenia
- Zaza Kikvidzé : Vahtang
- Marina Chtcherbova : Galia
- Люда Сухова : Zina
- Andrei Vassiliev : Vadim
- Yevgeni Perov : Ivan Prikhodko, professeur de physique
- Yevgeni Guerassimov : Sacha, chef des scouts
- Vladimir Zamanski : père de Jenia
- Janna Prokhorenko : enseignant d'école primaire
- Natalia Selezniova : médecin

## Fiche technique
- Titre français : Point, point et virgule[3]
- Titre original : Точка, точка, запятая…, Totchka, totchka, zapiataia...
- Photographie : Roman Veseler
- Musique : Gennadi Gladkov
- Textes des chansons : Yuli Kim
- Décors : Ivan Plastinkin, Alina Budnikova
- Montage : Nadejda Veselovskaia